# سيسل رودس
رودس، سيسيل جون (بالإنجليزية: Cecil John Rhodes)، (5 يوليو 1853 - 26 مارس 1902م)، رئيس وزراء مستعمرة الكاب عام 1896ـ1890م، شهد عصره توسعاً ضخماً في الإمبراطورية البريطانية. عُرف باسم ملك الألماس، حيث أنشأ شركة دي بيرز، أضخم شركة ألماس في العالم والتي تسيطر اليوم على 60% من ألماس العالم، وكانت في فترة من الفترات تسيطر على 90% منه.

## نشأته
وُلد في هيرتفوردشاير في بريطانيا. كان والده قسيساً أنجليكانيًا. سافر وهو ابن سبع عشر سنة إلى جنوب أفريقيا عام 1870 ليشرف على منجم للألماس أسسه أخوه في كيمبرلي.

## حياته
انتُخب لمجلس مستعمرة الكاب سنة 1881م. وبدأ على الفور في مد نفوذ سلطة الإمبراطورية البريطانية في جنوب إفريقيا، فعمل على ضم بتسوانا سنة 1885م. وبعد أربع سنوات، أجبر مواطني النديبل (وهي غالبًا ما تُسمى ماتابيل) على التنازل عن معظم أراضيهم لبريطانيا في ذلك الوقت. وعُرفت هذه المنطقة فيما بعد باسم روديسيا، وتضم الآن زامبيا وزيمبابوي. وتولت شركة جنوب إفريقيا البريطانية مسؤولية هذه المنطقة، وأصبح رودس الموظف المسؤول عن هذه الشركة. وأصبح غنيًا وصاحب نفوذ واسع بعد أن دمج جميع مناجم الألماس ضمن مؤسسة موحدة وذلك سنة 1888م.
وفي سنة 1890م، أصبح رئيساً لوزراء مستعمرة الكاب. خطط وروج لفكرة مد خط حديدي من الكاب إلى القاهرة، ليقطع إفريقيا من الجنوب إلى الشمال، ولكنه لم ينجح في ذلك. كما خطط لليوم الذي تسيطر فيه بريطانيا على جميع أنحاء جنوب إفريقيا.
رأى رودس أنه يمكن توسيع مناطق نفوذ الإنجليز في جنوب إفريقيا على حساب الهولنديين الذين حكموا المنطقة منذ مئات السنين وملكوا مناطق واسعة هناك. ولم يتردد في التدخل في سياسة الهولنديين في ترانسفال. وكان له دور كبير في غارة جيمسون، حيث هاجمت جيوش روديسيا ترانسفال في سنة 1895م. كانت خطة الغارة سيئة، ممَّا سبب نتائج وخيمة، استقال على إثرها رودس من رئاسة وزراء الكاب وانسحب إلى روديسيا منتظراً وقتاً أفضل لتنفيذ خطة التوسع البريطاني.
وكان رودس في كيمبرلي سنة 1899م، عندما نشبت حرب المزارعين الأفارقة من أصل أوروبي، وقد ساعد على هزيمة المدينة، بأن أسهم في توجيه دفة الحرب.

## وفاته
مات قبل شهرين من انتهاء تلك الحرب نتيجة نوبة قلبية.
كانت إرادته جزءاً مهماً من حياته العملية. ترك ثروته للخدمة العامة. وكان لمنحته السخية لجامعة أكسفورد أثر على إنشاء البعثة الدراسية التي تحمل اسمه.

## روابط خارجية
- سيسل رودس على موقع الموسوعة البريطانية (الإنجليزية)
- سيسل رودس على موقع إن إن دي بي (الإنجليزية)